# Bistum Superior
Das Bistum Superior (lateinisch Dioecesis Superiorensis, englisch Diocese of Superior) ist eine in Wisconsin in den Vereinigten Staaten gelegene römisch-katholische Diözese mit Sitz in Superior.

## Geschichte
Das Gebiet am Lake Superior, eine der geologisch ältesten Landschaften der Welt, wurde ab dem späten 15. Jahrhundert von Anishinabe-Indianern bevölkert. Als erster Europäer, der den Obersee entdeckte, gilt der Franzose Étienne Brûlé. Etwa vierzig Jahre später kamen 1661 die ersten Jesuitenmissionare von Sault Sainte Marie. Wenige Jahre später gründete Claude-Jean Allouez SJ bei La Pointe auf Madeline Island die Heilig-Geist-Mission, mit der die erste katholische Kirche in Nordamerika nördlich von Mexiko und westlich des Huronsees entstand. Im 19. Jahrhundert erweiterte der slowenische Weltpriester Frederic Baraga die Mission, bis er 1853 zum Bischof des Apostolischen Vikariats Obermichigan und später zum ersten Bischof von Marquette avancierte.
1878 gründeten Franziskaner (OFM) aus der Ordensprovinz von St. Louis eine Niederlassung, die bis heute besteht.
Papst Pius X. gründete am 3. Mai 1905 aus Gebietsabtretungen der Bistümer Green Bay und La Crosse die neue Diözese Superior.

## Territorium
Das Bistum Superior umfasst die Countys  Ashland, Barron, Bayfield, Burnett, Douglas, Iron, Lincoln, Oneida, Price, Polk, Rusk, Sawyer, St. Croix, Taylor, Vilas und Washburn des Bundesstaates Wisconsin.

## Bischöfe von Superior
- Augustine Francis Schinner (13. Mai 1905 – 18. März 1914, dann Bischof von Spokane)
- Joseph Maria Koudelka (6. August 1913 – 24. Juni 1921, gestorben)
- Joseph Gabriel Pinten (30. November 1921 – 25. Juni 1926, dann Bischof von Grand Rapids)
- Theodore Maria Reverman (2. Juli 1926 – 18. Juli 1941, gestorben)
- William Patrick O’Connor (27. Dezember 1941 – 22. Februar 1946, dann Bischof von Madison)
- Albert Meyer (18. Februar 1946 – 21. Juli 1953, dann Erzbischof von Milwaukee)
- Joseph John Annabring  (27. Januar 1954 – 27. August 1959, gestorben)
- George Albert Hammes (28. März 1960 – 27. Juni 1985, zurückgetreten)
- Raphael Michael Fliss (27. Juni 1985 – 28. Juni 2007, emeritiert)
- Peter Forsyth Christensen, (28. Juni 2007 – 4. November 2014, dann Bischof von Boise City)
- James Patrick Powers seit 15. Dezember 2015